# Cinqueux
Cinqueux est une commune française située dans le département de l'Oise en région Hauts-de-France.
Ses habitants sont appelés les Cinquatiens et les Cinquatiennes.

## Géographie

### Description

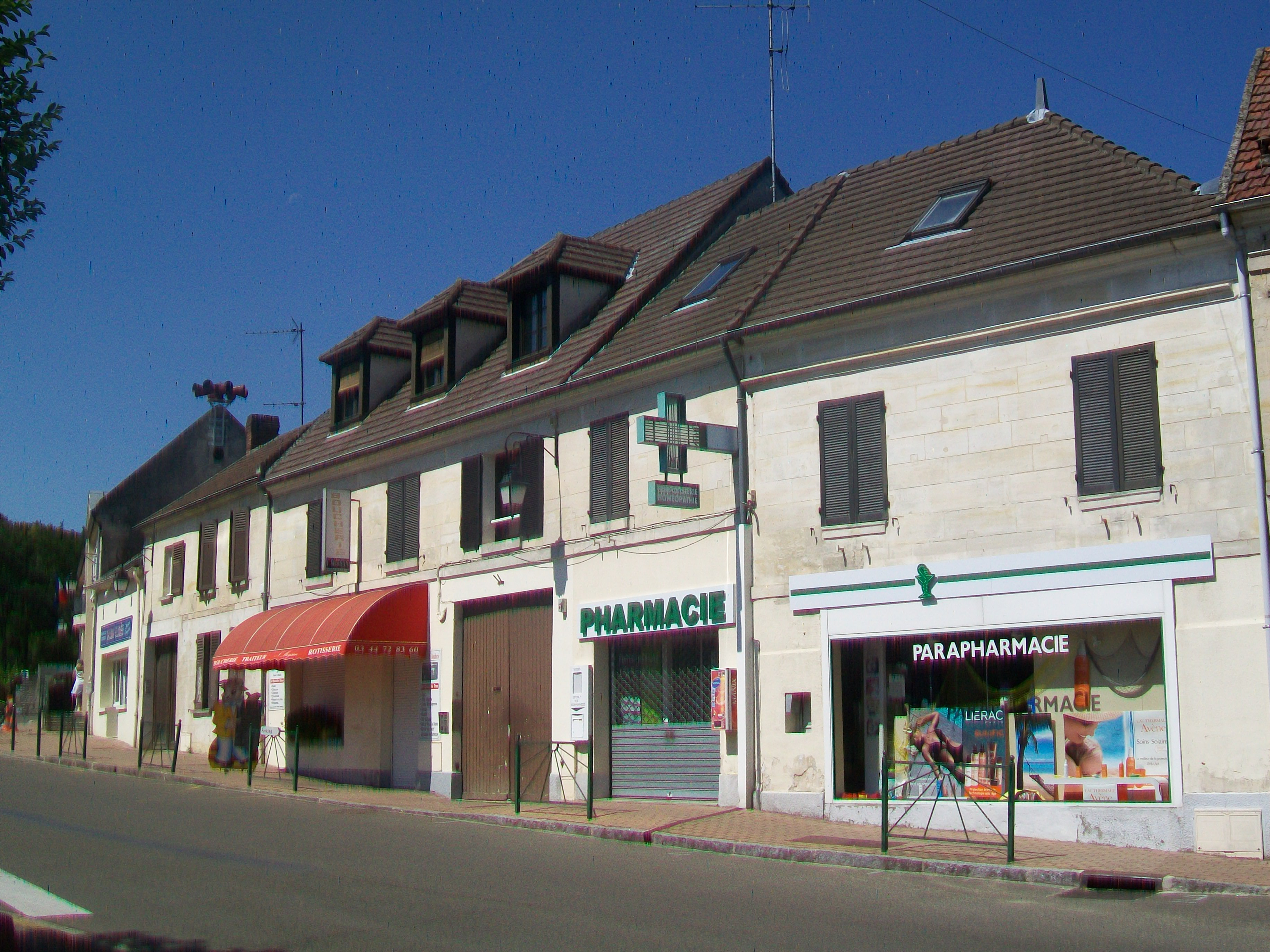
La rue de Liancourt et les commerces.

À vol d'oiseau, la commune se situe à 66 kilomètres au sud d'Amiens, à 34 kilomètres au sud-est de Beauvais, à 24 kilomètres au sud-ouest de Compiègne et à 52 kilomètres au nord de Paris.
Le territoire s'étend sur 675 hectares.

### Communes limitrophes
| Rosoy     | Sacy-le-Grand |            |
| Angicourt | Cinqueux      | Monceaux   |
| Rieux     |               | Brenouille |

### Topographie et géologie

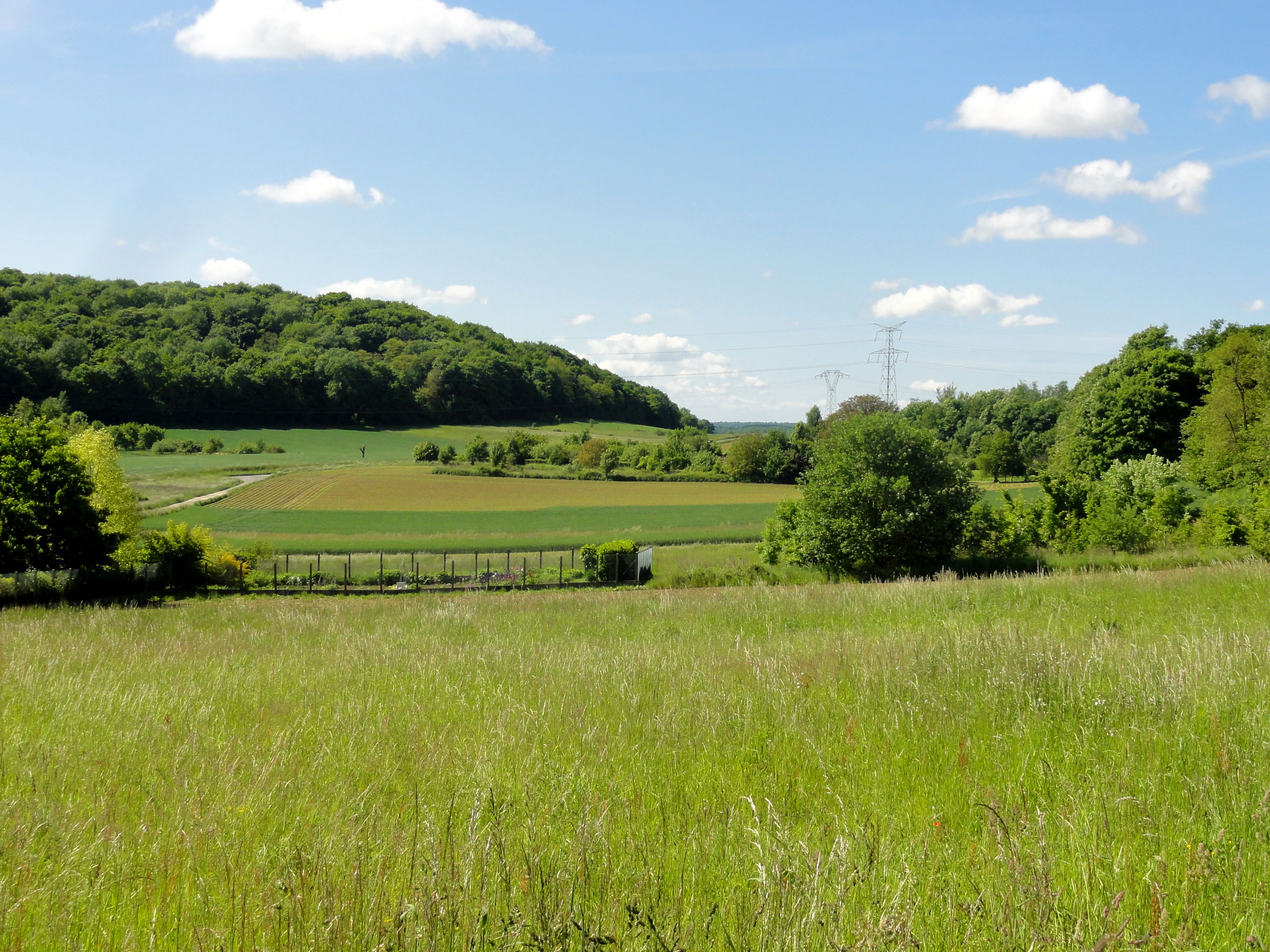
Paysage au sud du village : la montagne de Rocq se trouve à gauche, la montagne de Moymont à droite.

Cette commune occupe une partie des coteaux qui constituent la région méridionale du canton de Liancourt. Elle s'étend vers le nord jusqu'aux marais de Sacy-le-Grand. Le chef-lieu est situé dans une gorge qui sépare les collines dites de Roc, de Moimont, de Verderonne (ou montagne de Berthaut) et de Catiau.
La commune s'étend entre 31 mètres NGF dans les marais de Sacy-le-Grand et 118 mètres d'altitude au sommet de la montagne de Berthaut. Voici quelques altitudes : 33 mètres dans le marais, à la rencontre de la RD 75 et de la grande allée Coutard, 41 mètres à la ferme de Monvinet, 50 mètres au centre du village, 62 mètres à la butte des Montilles, 76 mètres au sommet de la butte Aigumont (limite orientale du erritoire), 105 mètres au point culminant de la montagne de Roc, 112 mètres à la montagne de Moimont et 115 mètres à Catiau. Les deux monts Berthaut et Catiau sont proches l'un de l'autre, mais sont séparés par une dépression dite Entre-deux-Monts. Les collines isolées faisaient partie du massif comprenant ces coteaux eux-mêmes et les montagnes de Liancourt et de Cambronne-lès-Clermont avant les derniers bouleversements auquel la contrée a été soumise.
Les collines de Verderonne, de Moimont, de Roc et de Catiau présentent un ensemble et une disposition de couches conformes en tout à celles du plateau de Liancourt. Il existe des fossiles à Cinqueux même et dans plusieurs autres lieux. On remarque sur les pentes, notamment à Moimont, de gros blocs de roche descendus des bancs supérieurs, lorsque le sable sur lequel ils reposaient a été enlevé. Des coquilles brisées pareilles à celles qui accompagnent les lignites du Soissonnais se retrouvent en fragment au bas du village. Toutes ces couches appartiennent au calcaire grossier inférieur et moyen.
Le terrain de la commune est tourbeux dans l'ancien lac de Longa Aqua. Les terres de transport et les argiles à lignite se situent vers Monceaux, les sables glauconneux avec fossiles sur les pentes, et le calcaire grossier constitue la charpente des monticules.

### Hydrographie

#### Réseau hydrographique
La commune est située dans le bassin Seine-Normandie. Elle est drainée par la Frette et le cours d'eau 01 de la commune de Cinqueux,,.
La fontaine Saint-Martin est tarie. Elle s'écoulait dans un ruisselet qui se réunit à un autre également de peu d'importance pour rejoindre près de Monceaux le fossé des Champs Baron, lequel se déversant dans le ruisseau de Popincourt peu avant son confluent avec l'Oise. Mais délimitant la commune au nord, coule en ligne droite sur 1,5 km la Frette. Elle traverse la zone des marais dits de Sacy-le-Grand, laissant sur Cinqueux une centaine d'hectares de marais et étangs. Les zones les plus basses du territoire se situent au-dessus de plusieurs nappes phréatiques sous-affleurantes. Les zones les plus basses du territoire sont situées au-dessus de plusieurs nappes phréatiques sous-affleurantes.

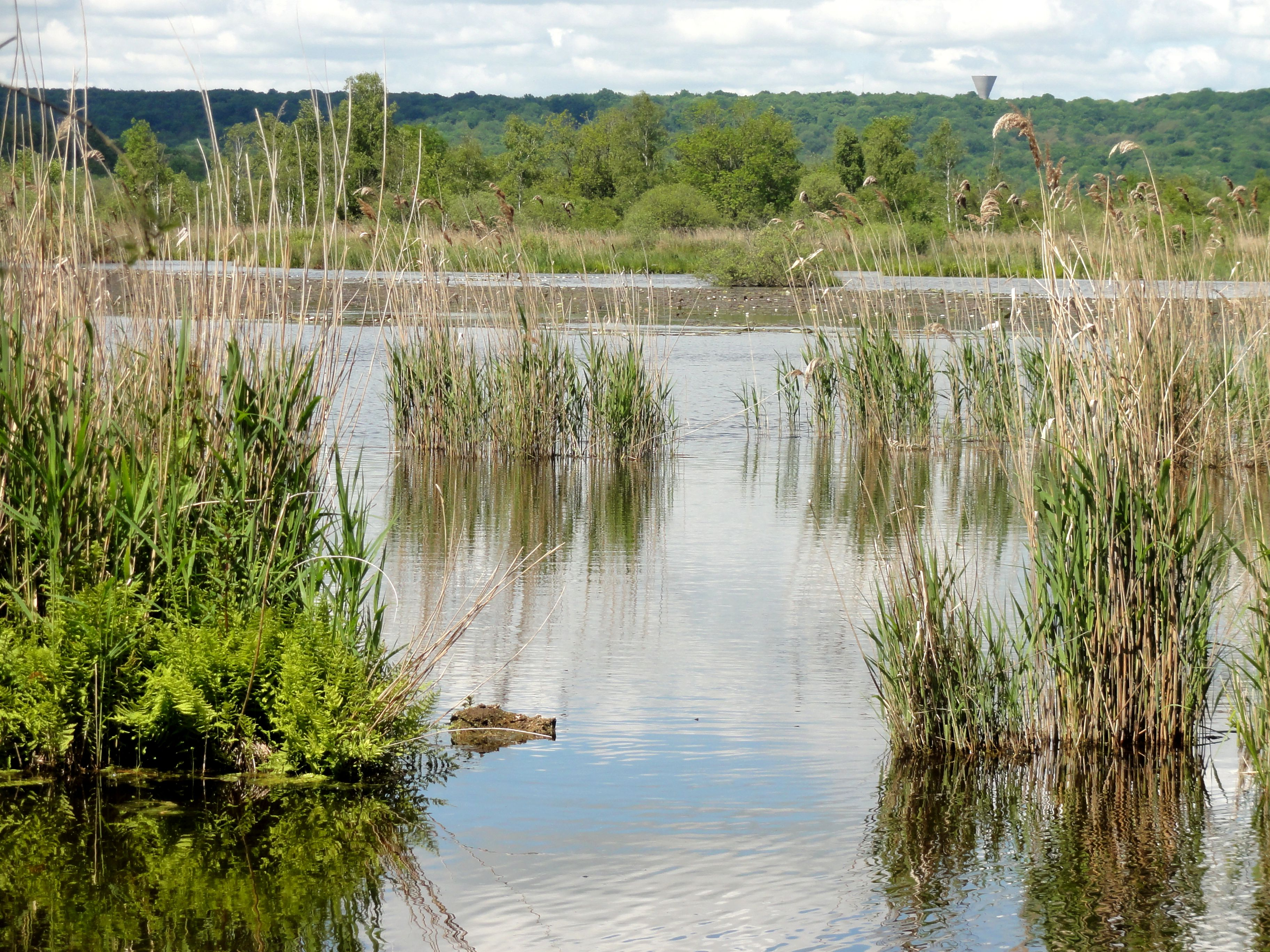
Les marais de Cinqueux, compris dans les marais de Sacy-le-Grand.
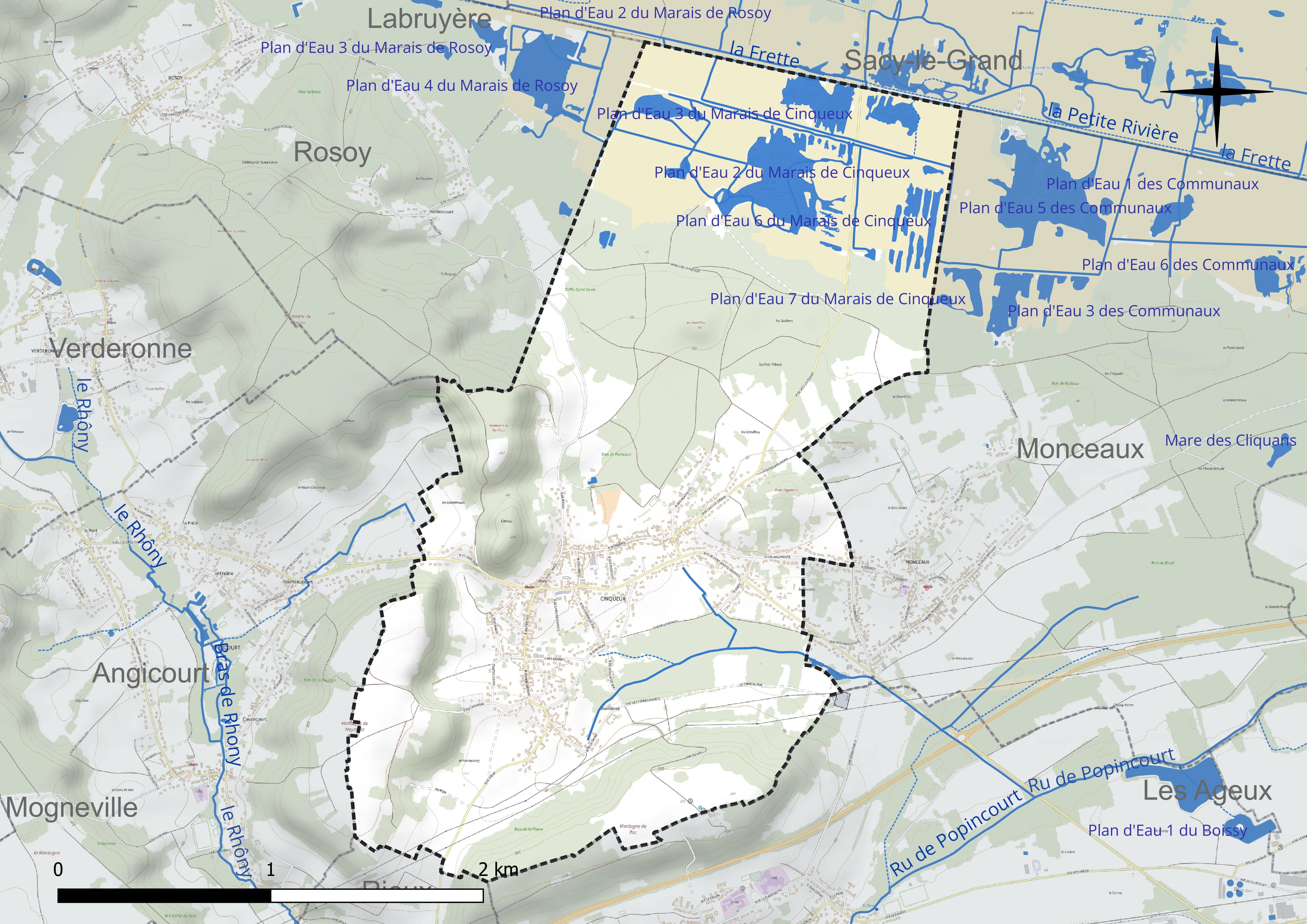
Réseau hydrographique de Cinqueux.

Cinq plans d'eau complètent le réseau hydrographique : le plan d'eau 1 du le marais de Cinqueux (2,3 ha), le plan d'eau 2 du le marais de Cinqueux (13 ha), le plan d'eau 3 du le marais de Cinqueux, d'une superficie totale de 5,3 ha (5,3 ha sur la commune), le plan d'eau 5 du le marais de Cinqueux (2,5 ha) et le plan d'eau 6 du le marais de Cinqueux (4,4 ha),.

#### Gestion et qualité des eaux
Le territoire communal est couvert par le schéma d'aménagement et de gestion des eaux (SAGE) « Sensée ». Ce document de planification concerne un territoire de 789 km2 de superficie, délimité par trois bassins versants en totalité ou en partie (Aisne, Oise et Aronde). Le périmètre a été arrêté le 16 octobre 2001 et le SAGE proprement dit a été approuvé le 8 juin 2009, puis révisé le 27 novembre 2019. La structure porteuse de l'élaboration et de la mise en œuvre est le syndicat mixte Oise-Aronde.
La qualité des cours d'eau peut être consultée sur un site dédié géré par les agences de l'eau et l'Agence française pour la biodiversité.

### Climat
Pour des articles plus généraux, voir Climat des Hauts-de-France et Climat de l'Oise.
En 2010, le climat de la commune est de type climat océanique dégradé des plaines du Centre et du Nord, selon une étude du CNRS s'appuyant sur une série de données couvrant la période 1971-2000. En 2020, Météo-France publie une typologie des climats de la France métropolitaine dans laquelle la commune est dans une zone de transition entre le climat océanique et le climat océanique altéré et est dans la région climatique Nord-est du bassin Parisien, caractérisée par un ensoleillement médiocre, une pluviométrie moyenne régulièrement répartie au cours de l'année et un hiver froid (3 °C).
Pour la période 1971-2000, la température annuelle moyenne est de 10,9 °C, avec une amplitude thermique annuelle de 14,9 °C. Le cumul annuel moyen de précipitations est de 675 mm, avec 10,5 jours de précipitations en janvier et 8 jours en juillet. Pour la période 1991-2020, la température moyenne annuelle observée sur la station météorologique la plus proche, située sur la commune de Creil à 8 km à vol d'oiseau, est de 11,2 °C et le cumul annuel moyen de précipitations est de 662,2 mm,. Pour l'avenir, les paramètres climatiques de la commune estimés pour 2050 selon différents scénarios d'émission de gaz à effet de serre sont consultables sur un site dédié publié par Météo-France en novembre 2022.

### Milieux naturels et biodiversité

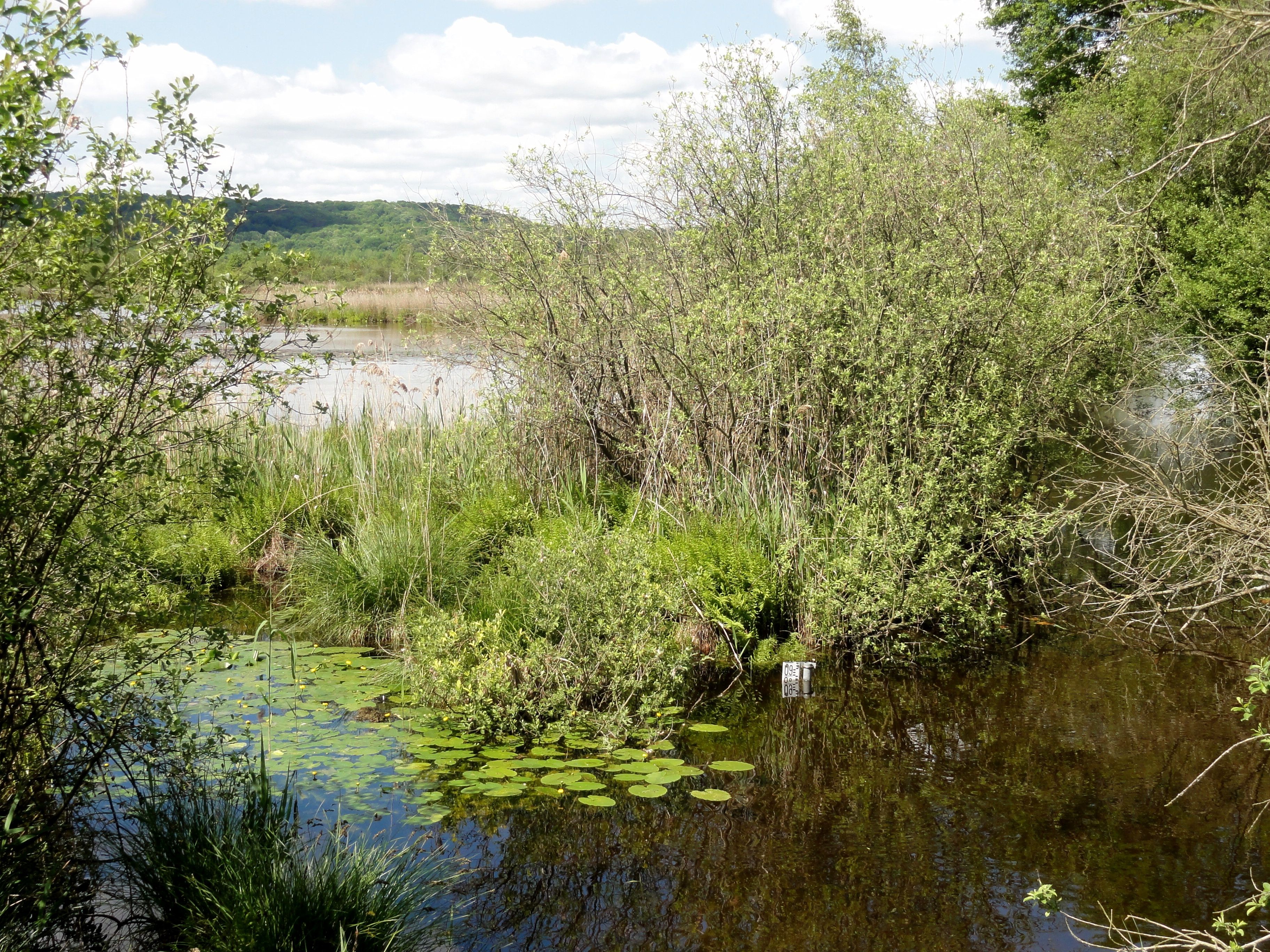
Les marais de Sacy-le-Grand.

Hormis l'espace urbain, qui occupe 13,7 % du territoire sur 92 hectares, la commune se compose à 40,8 % d'espaces boisés sur 275 hectares. Ces derniers s'étendent sur les coteaux des collines de Roc, Moimont, Catiau, Berthaut, des buttes d'Aigumont et des Montilles ainsi que dans le fond de la vallée de Cinqueux (bois des Petimbré) jusqu'au marais de Sacy-le-Grand. Les cultures rassemblent 18,3 % de la surface sur 123 hectares.
Les marais de Cinqueux, compris dans les marais de Sacy-le-Grand, constituent 17,4 % de la superficie sur près de 118 hectares. Cette zone humide constituée de mares et d'étang occupe le nord du territoire. La commune comporte également 54 hectares de vergers et prairies ainsi que 9 hectares de landes,.
Les marais de Sacy-le-Grand sont classés zone natura 2000, en zone naturelle d'intérêt écologique, faunistique et floristique de type 1 ainsi qu'en zone importante pour la protection des oiseaux (ZICO). Les collines de Verderonne, de Berthaut et de Catiau sont également inscrites en Zone naturelle d'intérêt écologique, faunistique et floristique de type 1. La commune est traversée par plusieurs corridors écologiques potentiels.

## Urbanisme

### Typologie
Au 1er janvier 2024, Cinqueux est catégorisée ceinture urbaine, selon la nouvelle grille communale de densité à sept niveaux définie par l'Insee en 2022.
Elle appartient à l'unité urbaine de Creil, une agglomération intra-départementale regroupant 23  communes, dont elle est une commune de la banlieue,,. Par ailleurs la commune fait partie de l'aire d'attraction de Paris, dont elle est une commune de la couronne,.

### Occupation des sols
L'occupation des sols de la commune, telle qu'elle ressort de la base de données européenne d'occupation biophysique des sols Corine Land Cover (CLC), est marquée par l'importance des forêts et milieux semi-naturels (39,8 % en 2018), une proportion identique à celle de 1990 (39,8 %). La répartition détaillée en 2018 est la suivante : 
forêts (39,8 %), zones humides intérieures (18,1 %), zones urbanisées (17,6 %), zones agricoles hétérogènes (17,2 %), terres arables (5,8 %), prairies (1,5 %). L'évolution de l'occupation des sols de la commune et de ses infrastructures peut être observée sur les différentes représentations cartographiques du territoire : la carte de Cassini (XVIIIe siècle), la carte d'état-major (1820-1866) et les cartes ou photos aériennes de l'IGN pour la période actuelle (1950 à aujourd'hui).

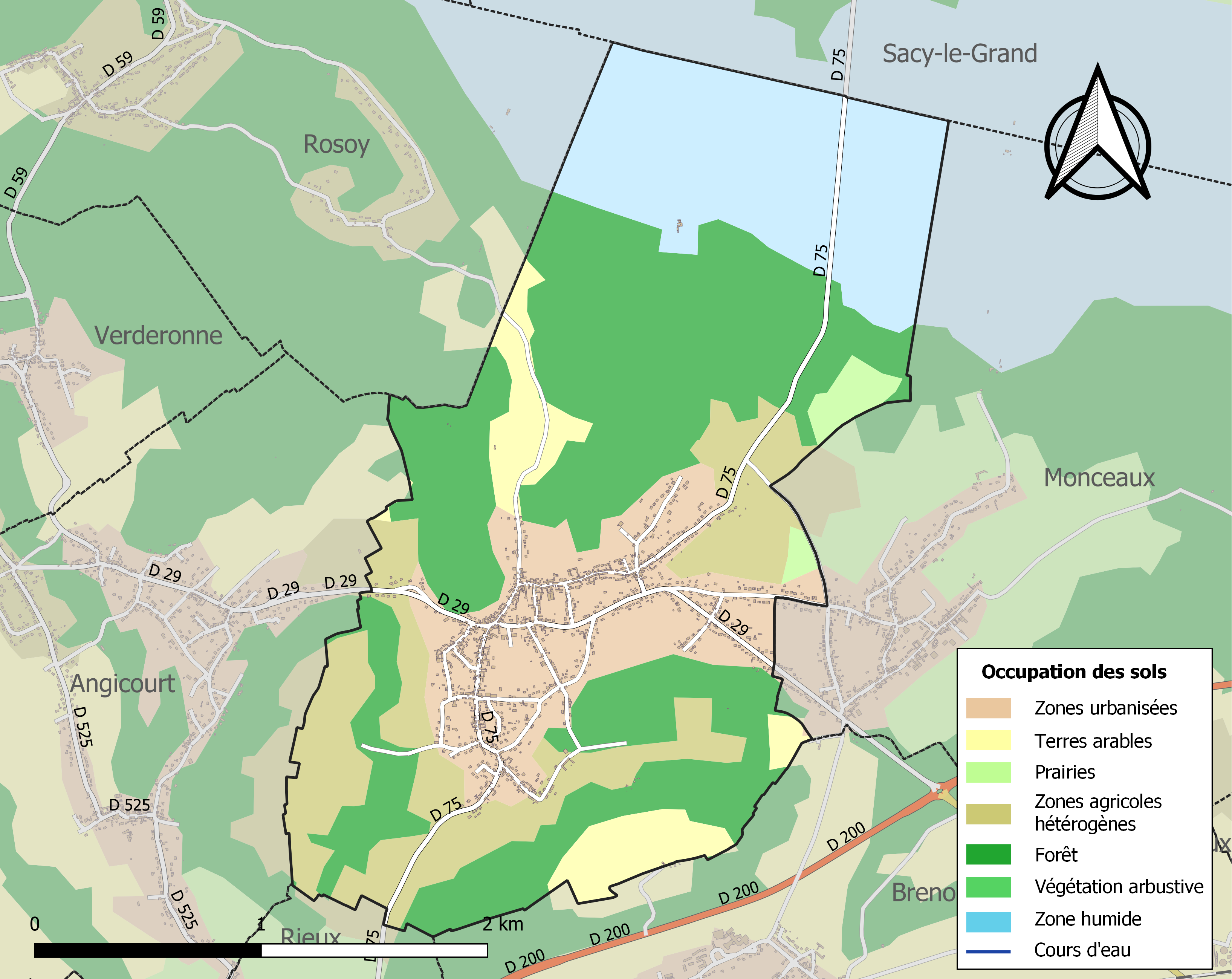
Carte des infrastructures et de l'occupation des sols de la commune en 2018 (CLC).

### Morphologie urbaine
Le village comprenait au début du XIXe siècle trois rues principales décrivant par leur ensemble une sorte de demi-cercle depuis le Catiau jusqu'à la montagne de Roc. Une statistique de 1831 indiquait 224 maisons, dont 174 couvertes en chaume, 45 en tuile, 4 en tuile et chaume et une en ardoise. À l'est en particulier, la limite de la commune ne correspond à aucun élément topographique, et les villages de Cinqueux et de Monceaux se confondent : rue des Aigumonts, près du centre de Monceaux, les maisons au nord de la rue se trouvent à Cinqueux, et celles au sud de la rue à Monceaux.

### Écarts et lieux-dits
Il n'existe pas de hameaux. La ferme dite du Moulin de Roc (dont les bâtiments sont en partie sur Brenouille), celle de Monvinet et une maison de garde sise au marais constituent les écarts.

### Habitat et logement
En 2018, le nombre total de logements dans la commune était de 751, alors qu'il était de 691 en 2013 et de 685 en 2008.
Parmi ces logements, 91,6 % étaient des résidences principales, 1,6 % des résidences secondaires et 6,8 % des logements vacants. Ces logements étaient pour 90,9 % d'entre eux des maisons individuelles et pour 8,7 % des appartements.
Le tableau ci-dessous présente la typologie des logements à Cinqueux en 2018 en comparaison avec celle de l'Oise et de la France entière. Une caractéristique marquante du parc de logements est ainsi une proportion de résidences secondaires et logements occasionnels (1,6 %) inférieure à celle du département (2,5 %) mais supérieure à celle de la France entière (9,7 %). Concernant le statut d'occupation de ces logements, 85,8 % des habitants de la commune sont propriétaires de leur logement (88,1 % en 2013), contre 61,4 % pour l'Oise et 57,5 pour la France entière.
| Typologie                                               | Cinqueux | Oise | France entière |
| ------------------------------------------------------- | -------- | ---- | -------------- |
| Résidences principales (en %)                           | 91,6     | 90,4 | 82,1           |
| Résidences secondaires et logements occasionnels (en %) | 1,6      | 2,5  | 9,7            |
| Logements vacants (en %)                                | 6,8      | 7,1  | 8,2            |

### Voies de communications et transports

#### Voies de communication

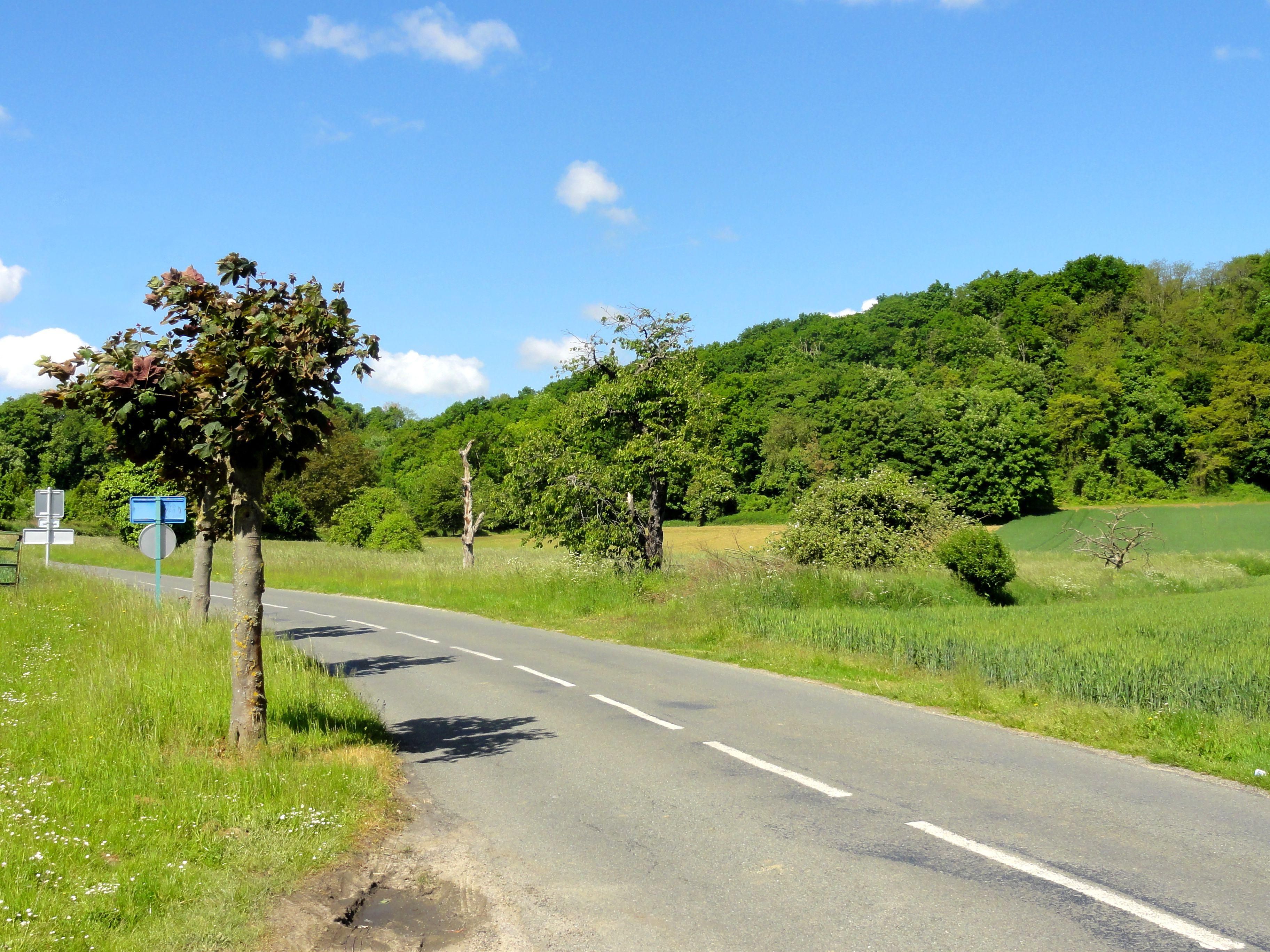
La RD 75 à l'entrée sud du village.

Le territoire est traversé par deux routes départementales qui se croisent au centre du village : la route départementale 29, de Liancourt à Pont-Sainte-Maxence et la route départementale 75 de Rouvillers à Rieux, par Sacy-le-Grand. La RD 29 traverse le chef-lieu par la rue de Liancourt et la route de Pont-Sainte-Maxence, la RD 75 arrive depuis le nord par la rue de Sacy-le-Grand, s'arrête à la RD 29 puis repart par les rues Wilfried-Pol, Yvonne-Drouin et de Rieux. Les rues de l'Image et de Rosoy se dirigent vers Hardencourt, la rue des Aigumonts vers Monceaux. Les rues de la Saune et de la Montagne-de-Rocq relient le village à la ferme de Mauvinet. La route départementale 200 de Creil à Compiègne passe à quelques centaines de mètres au sud du territoire communal, et les échangeurs les plus proches se situent à Rieux et Brenouille.

#### Transports
Cinqueux ne dispose pas d'une gare sur la commune, mais la gare de Rieux - Angicourt n'est éloignée que de 2 km du village. Cette gare se situe sur la ligne de Creil à Jeumont et est desservie par des trains TER Hauts-de-France de la relation Paris-Nord - Compiègne.
La commune est desservie, en 2023, par les lignes 629, 632, 6208 et 6216 du réseau interurbain de l'Oise et par le service de transport à la demande gratuit TAD'OHM mis en place par la communauté de communes des Pays d'Oise et d'Halatte.

### Risques naturels et technologiques
La commune se situe enzone de sismicité 1[C'est-à-dire ?]. Une cavité souterraine se trouve en limite de Cinqueux et de Brenouille, sous la montagne de Roc.

## Toponymie
Le nom de cet ancien vicus se trouve mentionné pour la première fois sous la forme Senquatium dans une charte de Robert II de France, datant de 1014, ensuite dans un diplôme de Philippe Ier, de 1060, sous la dénomination de Senquatium. Parmi plus de cinquante autres, voici quelques formes anciennes postérieures au XIe siècle : Theobaldo de Senquet en 1144 ; Senquez en 1157 ; Seixquatium  et Theobaldus de Seinquetio en 1160 ; Theobaldus de Senquez en 1161 ; Sanquez vers 1160 ; Saint Ques en 1160 ; Senquatum en 1161 ; de Sinqueto vers 1170 ; Sanques en 1180 ; « per manum prefati decani nostri de Senquez » en 1189 ; apud Seinquez en 1209 ; in ecclesia de Sinunquieto en 1210 ; apud sainques en 1239 ; Saint Queux en 1240 ; de Santuez en 1241 ; Saintquez et Saint Quez en 1276 ; Sancto Queso en 1287 ; juxta Sanques en 1288 ; Suinquietum en 1299 ; vineto de sinuqueto en 1299 ; Seint Quez et « obiit frater Johannes de Sancto Sinuqueto » au XIIIe siècle ; Saint Quet en 1301 ; Saint Queu en 1303 ; ecclesia de Saint queus vers 1320 ;  Guillot de Saint Quez en 1326 ; Pierre de saint queux en 1332 ; St queux en 1342 ; Sainquez en 1349 ; fief de Saint Keus et Saint quez en 1356 ; S. Queulx et Sanctus Cous en 1362 ; Sainquey en 1369 ; Pierre de Sainquex en 1369, Pierre de Saint queux, Sinqueux, Sainqueux et Sainct Queux en 1373 ; Saintque en 1374 ; Saint Queues en 1395 ; Cinquez, Sanctus Cueus et Saincqueux au XIVe siècle ; Sinquetum et Sinuquetum en 1400 ; de Sinuqueto en 1402 ; S. quez en 1404 ; Sainct Queulx en 1427 ; Saint queux en beauvoisis et Saint Queulx en beauvoisis en 1452 ; Saint quelx et ville et terroir de saint quelx en 1463 ; Saint keux en 1470 ; Saint Queulx en 1490 ; Sainqueulx en 1520 ; Sti Martini de St queulx en 1539 ; Sainct Queulx en 1540 ; Sancti Martini de St queux en 1564 ; Sainct Qieux près Creil en 1571 ; audict Cinqueulx en 1587 ; Ceinct queulx en 1602 ; Saingueux en 1613 ; Cinqueux sur une carte de 1630 ; Cinq queux en 1646 ; Cinqueux en Picardie en 1661 ; Cinquiez au XVIIe ;Saint Queux sur une autre carte de 1667 et sur celle du diocèse de Beauvais de 1710, Senqueux en 1741 ; Cinqueux sur la carte de Cassini de 1756 ; Cinquieux en 1769 ; Cinq queulx en 1711.
L'origine et la signification du nom demeurent obscures. Selon Paul Lebel (1950) il est vraisemblable que le nom primitif soit celui d'un dieu gaulois, (Senquatium en 1014) renvoie sans doute à Sinquatis, divinité gauloise des sources. D'autres auteurs disent qu'il s'agit d'un nom romain. Une autre origine a été avancée : Cinqueux indiquerait « un golfe tranquille » jadis formé par les lacs de la Grande Mer entre Cinqueux et Monceaux. Mais les érudits considèrent cette origine comme fantaisiste. Cependant, la désignation sous la forme Saint-Queux est une erreur. Pareille méprise s'est reproduite en d'autres lieux où la première syllabe du nom a été modifiée par analogie avec le mot saint. Ainsi ont été cités des noms de saints qui n'ont jamais existé.

## Histoire

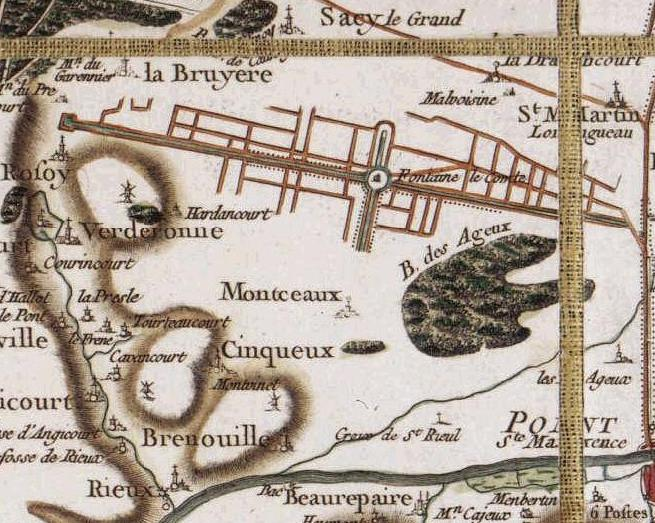
Cinqueux par la carte de Cassini.

La charte de 1014, émanant de Robert le Pieux, que les historiens ont cité comme étant le plus ancien document écrit constatant l'existence de Cinqueux, concernait également Rosoy et Verderonne. En 1060 Philippe Ier donne à l'abbaye Saint-Lucien de Beauvais tous les droits qu'il possédait sur les trois mêmes paroisses. Cet établissement avait encore ces biens en 1699. Mais il ne figurait plus sur la liste des propriétaires lors de la vente des biens nationaux sous la Révolution française.
D'autres communautés religieuses possédaient aussi des fiefs à Cinqueux : les prieurés de  Saint-Christophe-en-Halatte et de  Saint-Leu-d'Esserent, les abbayes de Chaalis, du Moncel et de la Victoire, le couvent des Carmes de Senlis et la prévôté d'Angicourt.
Émile Lambert a établi que 24 communautés avaient eu des biens sur la commune[réf. nécessaire]. Louis X le Hutin, qui régna de 1314 à 1316, avait commencé à émanciper les serfs qui vivaient sur le domaine royal. Cependant, en 1334, Béatrix de Bourbon, comtesse de Clermont et dame de Creil, mariée à Jean de Luxembourg, roi de Pologne et de Bohême, avait encore des serfs à Cinqueux et aux Ageux.
Il existait au Moyen Âge une forteresse dépendant du domaine royal, qui est démantelée par la jacquerie et par les
guerres des Anglais, puis rasée sous Charles VII. À cette époque du XVe siècle, le village (comme Rieux et d'autres lieux), était presque vide d'habitants par suite de guerres.
Cinqueux est alors le siège d'une juridiction particulière sous le nom de Mairie royale, qui ressortait de la châtellenie de Creil, elle-même mouvant du puissant comté de Clermont. Toutefois les droits de la Mairie, en particulier la basse justice, ne s'appliquaient qu'à une partie de la paroisse. La ferme de Monvinet, qui avait appartenu à l'abbaye de la Victoire et relevait directement de la seigneurie de Choisy-la-Victoire avait constitué le fief de Monvinet-Longueau. Celui-ci passa successivement aux sieurs d'Harbonnières, de Boulainvillers et de La Boissière. Les La Boissière possédaient aussi, vers 1602, Brenouille et Verderonne. La terre de Cinqueux est acquise en partie, le 31 décembre 1719, par Louis IV Henri de Bourbon-Condé, prince de Condé. Son fils Louis V Joseph de Bourbon-Condé la possède encore en 1789. Elle faisait partie du comté de Clermont.
Signalons que la Caisse d'épargne[Laquelle ?], dès sa création en 1836, ouvre une succursale à Cinqueux. Elle la supprime en 1850, la commune étant alors desservie par la Caisse de Liancourt.
En 1836, deux moulins à vent sont exploités dans le territoire communal, dont la population vit uniquelent de l'actiuvité agricole. A cette époque, la commune est propriétaire du presbytère, d'une école, de tourbières, et de pâtures

## Politique et administration

### Rattachements administratifs et électoraux
La commune se trouve depuis 1942 dans l'arrondissement de Clermont du département de l'Oise. Pour l'élection des députés, elle fait partie depuis 1988 de la septième circonscription de l'Oise.
Elle faisait partie depuis 1793 du canton de Liancourt, sauf au cours de la période du 15 octobre 1801 au 22 février 1802, pendant laquelle elle fut rattachée au canton de Mouy. Dans le cadre du redécoupage cantonal de 2014 en France, la commune est désormais rattachée au canton de Pont-Sainte-Maxence.

### Intercommunalité
La commune est membre de la communauté de communes des pays d'Oise et d'Halatte, créée fin 1997.

### Liste des maires
| Période                                  | Période                      | Identité           | Étiquette | Qualité |
| ---------------------------------------- | ---------------------------- | ------------------ | --------- | --- |
| Les données manquantes sont à compléter. |                              |                    |           | |
| 1900                                     | 1907                         | Gaston Guerlin     |           | |
| 1907                                     | 1908                         | Charles Tribout    |           | |
| 1908                                     | 1911                         | Eugène Duvivier    |           | |
| 1911                                     | 1919                         | Camille Morelle    |           | |
| 1919                                     | 1935                         | Charles Tainturier |           | |
| 1935                                     | 1941                         | Henri Commien      |           | |
| 1941                                     | 1942                         | Marcel Morot       |           | Homme de lettres, fondé de pouvoir à la Banque de France, administrateur de société Président de la délégation spéciale nommée par le gouvernement de Vichy |
| 1942                                     | 1944                         | Pierre Gires,      |           | Chanoine Président de la délégation spéciale nommée par le gouvernement de Vichy                                                                            |
| 1944                                     | 1945                         | Lucien Roussillon  |           | |
| 1945                                     | 1947                         | Henri Fouan        |           | |
| 1947                                     | 1953                         | Roger Bertrand     |           | |
| 1953                                     | 1977                         | André Cocu         |           | |
| 1977                                     | 2001                         | Raymond Moriconi   |           | |
| 2001                                     | 2008                         | Marc Teinturier    |           | |
| mars 2008                                | 2014                         | Bernard Fricker    |           | |
| avril 2014                               | En cours (au 9 février 2022) | Philippe Barbillon |           | Réélu pour le mandat 2020-2026 |

## Équipements et services publics

### Eau et déchets
La commune a donné son nom au syndicat intercommunal des eaux qui groupe Angicourt, Brenouille, Cinqueux, Rieux et Monceaux.
Le puits fournissant cette eau potable se trouve à Brenouille. Il a une profondeur d'environ 50 mètres. Les réservoirs sont sur la montagne de Roc, voisins de la ferme de ce nom, en limite sud du territoire de Cinqueux.

### Santé
La commune a réalisé en 2018 une maison médicale, avec des aides financières du département et de l'État. Elle peut accueillir deux médecins généralistes, deux kinésithérapeuthes et deux infirmières,

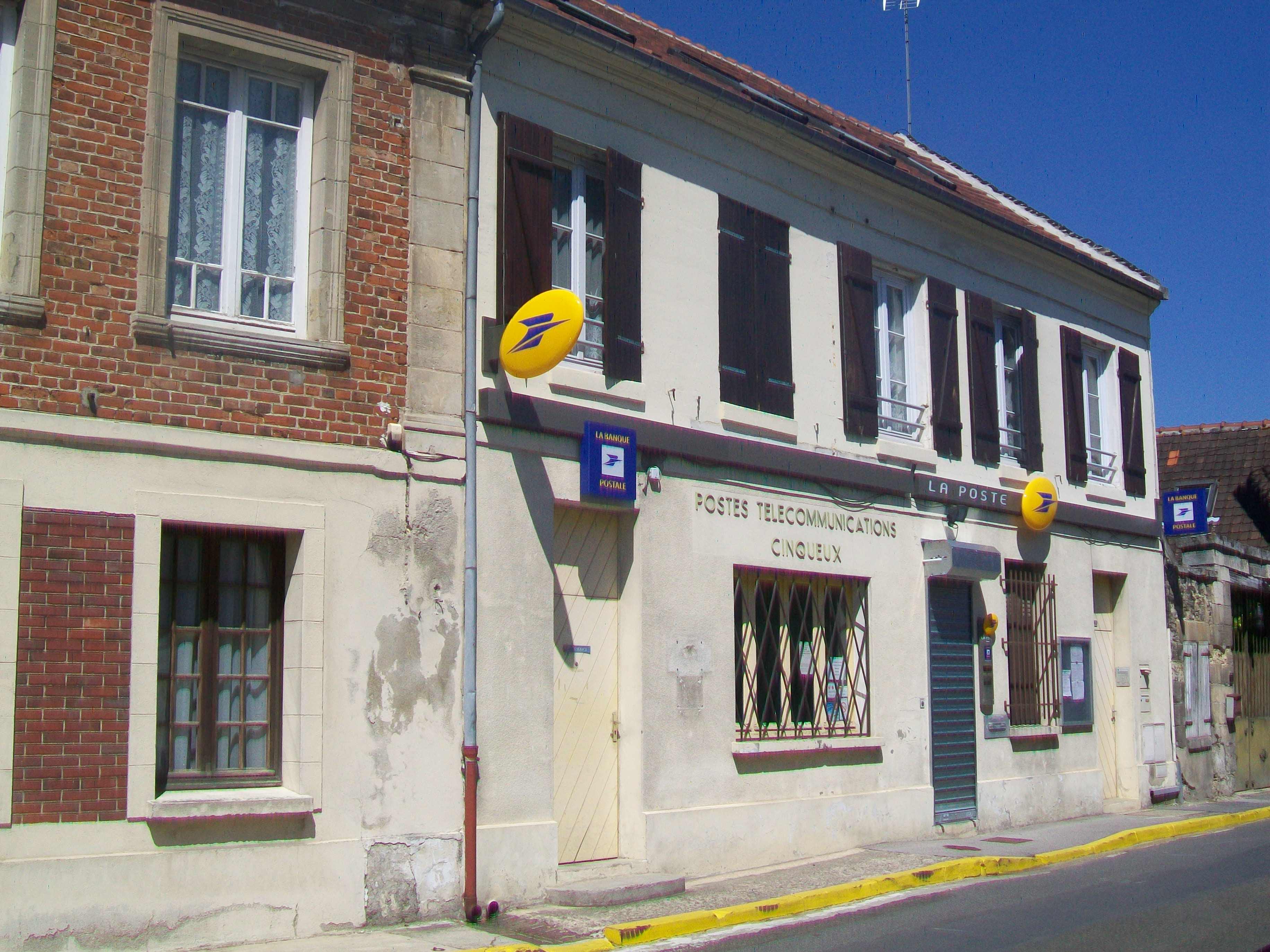
Le bureau de poste

## Population et société

### Démographie

#### Évolution démographique
L'évolution du nombre d'habitants est connue à travers les recensements de la population effectués dans la commune depuis 1793. Pour les communes de moins de 10 000 habitants, une enquête de recensement portant sur toute la population est réalisée tous les cinq ans, les populations de référence des années intermédiaires étant quant à elles estimées par interpolation ou extrapolation. Pour la commune, le premier recensement exhaustif entrant dans le cadre du nouveau dispositif a été réalisé en 2005.

En 2022, la commune comptait 1 638 habitants, en évolution de +6,29 % par rapport à 2016 (Oise : +0,87 %, France hors Mayotte : +2,11 %).
| 1793 | 1800 | 1806 | 1821 | 1831 | 1836 | 1841 | 1846 | 1851 |
| ---- | ---- | ---- | ---- | ---- | ---- | ---- | ---- | ---- |
| 768  | 772  | 817  | 762  | 740  | 735  | 712  | 730  | 691  |

| 1856 | 1861 | 1866 | 1872 | 1876 | 1881 | 1886 | 1891 | 1896 |
| ---- | ---- | ---- | ---- | ---- | ---- | ---- | ---- | ---- |
| 655  | 631  | 652  | 613  | 617  | 553  | 521  | 530  | 523  |

| 1901 | 1906 | 1911 | 1921 | 1926 | 1931 | 1936 | 1946 | 1954 |
| ---- | ---- | ---- | ---- | ---- | ---- | ---- | ---- | ---- |
| 486  | 508  | 532  | 546  | 523  | 539  | 525  | 604  | 646  |

| 1962 | 1968 | 1975  | 1982  | 1990  | 1999  | 2005  | 2006  | 2010  |
| ---- | ---- | ----- | ----- | ----- | ----- | ----- | ----- | ----- |
| 749  | 825  | 1 108 | 1 306 | 1 521 | 1 561 | 1 618 | 1 605 | 1 523 |

| 2015  | 2020  | 2022  | - | - | - | - | - | - |
| ----- | ----- | ----- | - | - | - | - | - | - |
| 1 549 | 1 604 | 1 638 | - | - | - | - | - | - |

Lors du recensement ordonné en 1303 par Philippe le Bel, la localité était mentionnée avec 660 roturiers. Elle en avait 564 en 1720 et 817 en 1806, 486 en 1906 (la plus faible) et 749 en 1962.

#### Pyramide des âges
La population de la commune est relativement âgée.
En 2018, le taux de personnes d'un âge inférieur à 30 ans s'élève à 28,3 %, soit en dessous de la moyenne départementale (37,3 %). À l'inverse, le taux de personnes d'âge supérieur à 60 ans est de 30,9 % la même année, alors qu'il est de 22,8 % au niveau départemental.
En 2018, la commune comptait 795 hommes pour 777 femmes, soit un taux de 50,57 % d'hommes, légèrement supérieur au taux départemental (48,89 %).
Les pyramides des âges de la commune et du département s'établissent comme suit.
| Hommes | Classe d’âge | Femmes |
| ------ | ------------ | ------ |
| 0,5    | 90 ou +      | 0,8    |
| 7,4    | 75-89 ans    | 9,1    |
| 21,6   | 60-74 ans    | 22,4   |
| 21,9   | 45-59 ans    | 24,0   |
| 18,0   | 30-44 ans    | 17,8   |
| 14,7   | 15-29 ans    | 11,9   |
| 15,9   | 0-14 ans     | 14,1   |

| Hommes | Classe d’âge | Femmes |
| ------ | ------------ | ------ |
| 0,5    | 90 ou +      | 1,4    |
| 5,5    | 75-89 ans    | 7,6    |
| 15,6   | 60-74 ans    | 16,3   |
| 20,8   | 45-59 ans    | 20     |
| 19,4   | 30-44 ans    | 19,4   |
| 17,6   | 15-29 ans    | 16,2   |
| 20,6   | 0-14 ans     | 19,1   |

### Cultes
Cinqueux n'a plus de curé en titre et dépend de la paroisse catholique Sainte-Maxence de Pont-Sainte-Maxence au sein du diocèse de Beauvais, Noyon et Senlis, suffragant de l'archidiocèse de Reims. Des messes dominicales sont célébrées le quatrième dimanche à 11h00 de septembre à juin.

## Culture locale et patrimoine

### Lieux et monuments

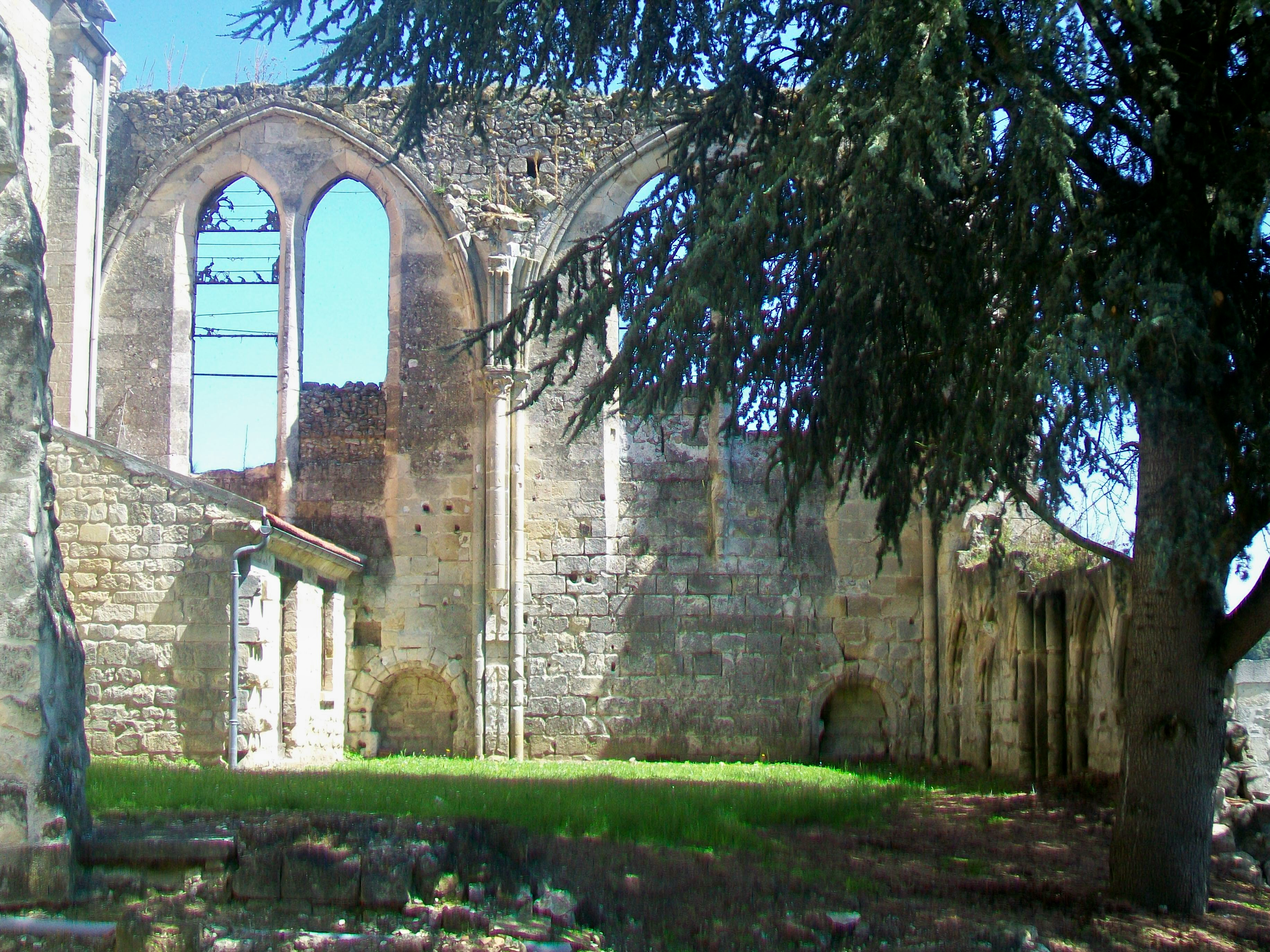
La « grande chapelle » de l'église de Cinqueux, ruinée.

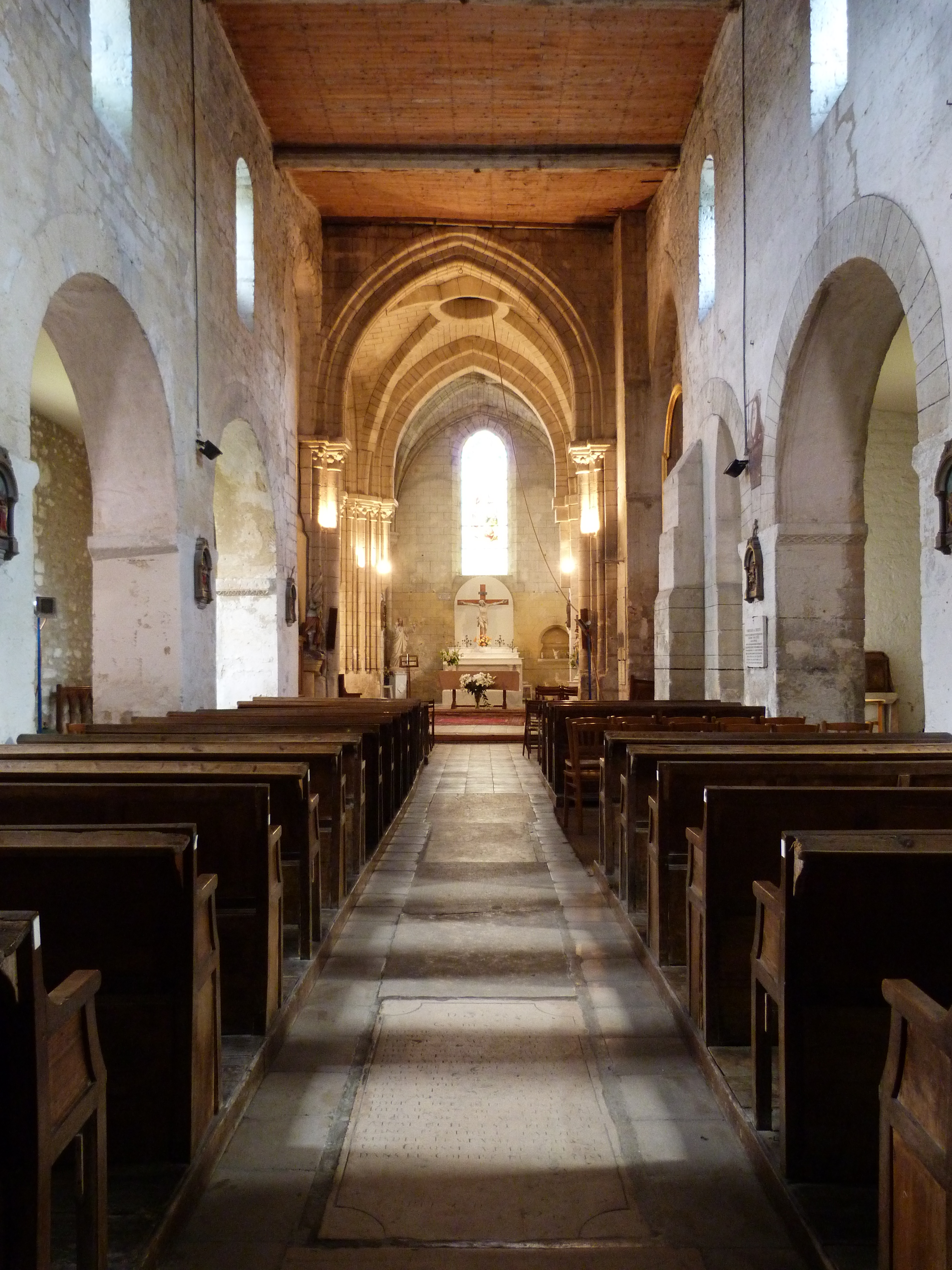
Intérieur de l'église de Cinqueux - Nef romane du XIe siècle et chœur du XIIIe siècle.

Cinqueux compte un  monument historique sur son territoire :
- La « grande chapelle » latérale du chœur de l'église, dont il ne subsiste aujourd'hui que des restes inscrits à l'inventaire supplémentaire des monuments historiques[45] était la partie la plus remarquable de l'église. Elle était composée de deux allées séparées par deux colonnes cylindriques. Les restes inscrits ont permis de préserver l'ensemble des éléments architectoniques qui composaient cette chapelle (sauf les deux colonnes centrales) : fenêtres à double division, chapiteaux sculptés, colonnes, série d'arcades en tiers points sur la partie inférieure du mur sud, tête humaine sur le pilier nord-ouest du clocher. La grande chapelle a été détruite par l'effondrement du pilier sud-est du clocher et par le dynamitage du reste du clocher en 1910[46].

L'église de Cinqueux est placée sous le patronage de saint Martin.
La nef, partie la plus ancienne, a été bâtie au XIe siècle. Elle présente à l'intérieur, sur chaque mur, quatre arcades en plein cintre dont la base est réceptionnée sur des tailloirs ornés de motifs géométriques assez rares (triangles, étoiles de raie, oiseaux affrontés...). Les collatéraux ont été remaniés. Ils conservent cependant du XIe siècle une corniche torsadée (collatéral nord) et une petite porte romane dont l'archivolte est ornée de billettes (collatéral sud).
La façade occidentale de l'église de Cinqueux a conservé ses ornements romans : partie supérieure de la porte principale (excepté l'archivolte), fenêtre centrale ornée de billettes, contreforts. La rosace ornant le pignon a été ajoutée au XIIIe siècle. Le transept, le croisillon nord et le chœur ont été élevés dans le premier quart du XIIIe siècle à l'emplacement de l'ancien chevet roman dont la disposition demeure inconnue. La voûte du transept est réceptionnée sur une série de colonnettes aux chapiteaux ornés de feuillages.
L'aspect actuel de l'église (clocher et restes de la grande chapelle) a été occasionné par l'effondrement du pilier sud-est du clocher le 17 février 1910 et au dynamitage du reste du clocher par le génie de Versailles les 23 et 24 février 1910. Les travaux de reconstruction de l'église ont débuté en 1919 grâce à l'important don de la famille Drouin, originaire de Paris. C'est pour cette raison que Cinqueux conserve la mémoire de la famille Drouin à travers le nom d'une rue du village. L'église, en partie reconstruite fut rendue au culte le 18 juillet 1920. Par manque de moyens, le clocher ne fut pas réédifié et les matériaux de la grande chapelle servirent à la reconstruction de l'église.
On peut également noter :
- Deux lavoirs : Le premier, le lavoir de Salifeux, est en réalité situé sur la commune d'Angicourt. Il a été acquis et reconstruit par la municipalité de Cinqueux dans la première moitié du XIXe siècle. Le second, le lavoir des Granneurs que l'on peut apercevoir dans le vallon à droite au sortir de Cinqueux vers Angicourt, a été construit en 1885 pour des raisons pratiques, le lavoir de Salifeux n'étant pas aisément accessible pour les ménagères.
- Un château fort a jadis couronné le sommet de la butte Catiau, signal du village. Incendié et pillé lors de la Jacquerie de 1358 et lors des guerres avec les Anglais[Lesquelles ?], il a été entièrement démoli sous ordre de Charles VII en 1431.
- L'ancienne mairie-école, de style Louis-Philippe (car construite sous le règne de ce dernier) a été construite en 1848 par l'architecte Weil.

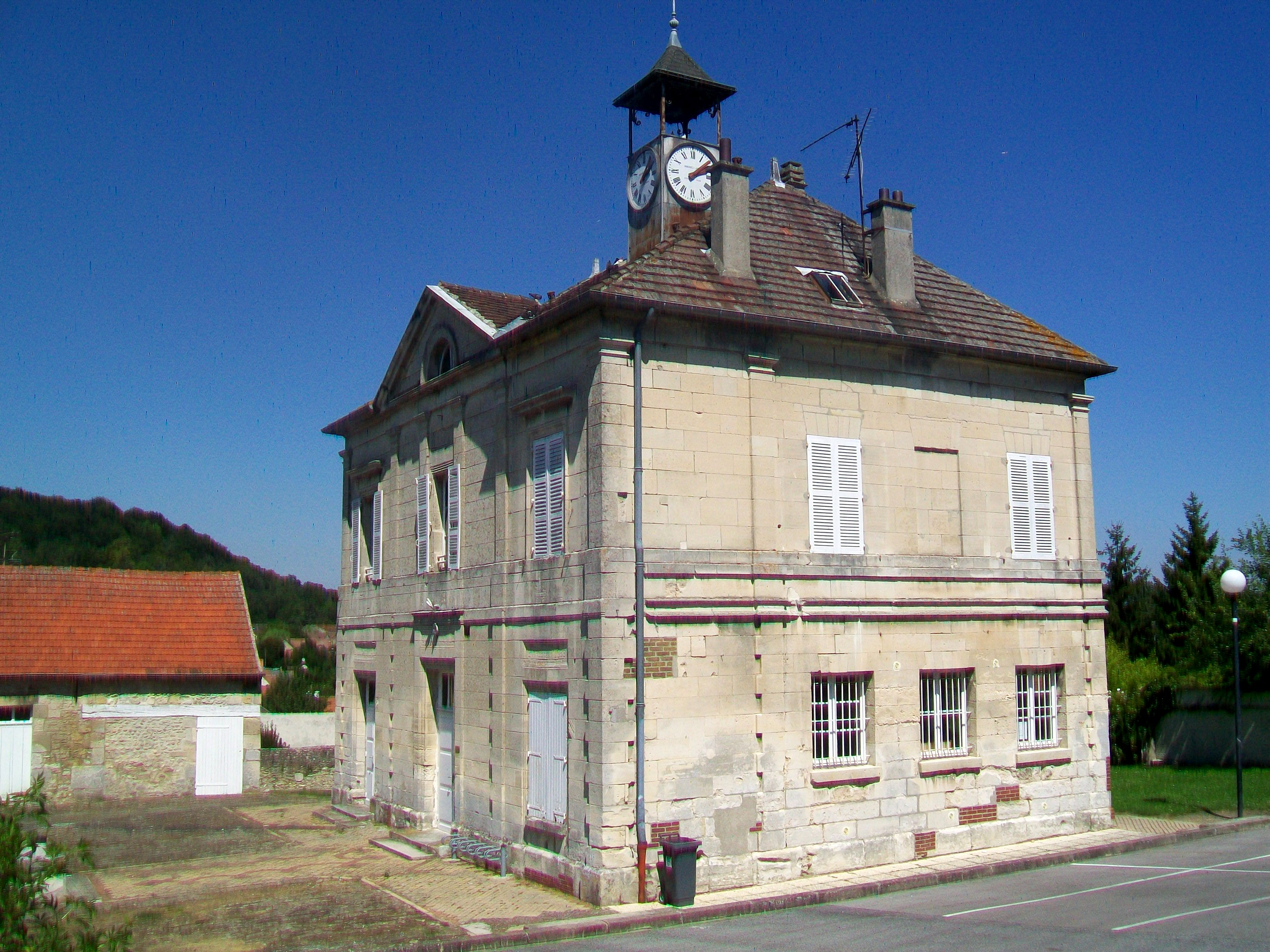
L'ancienne mairie-école
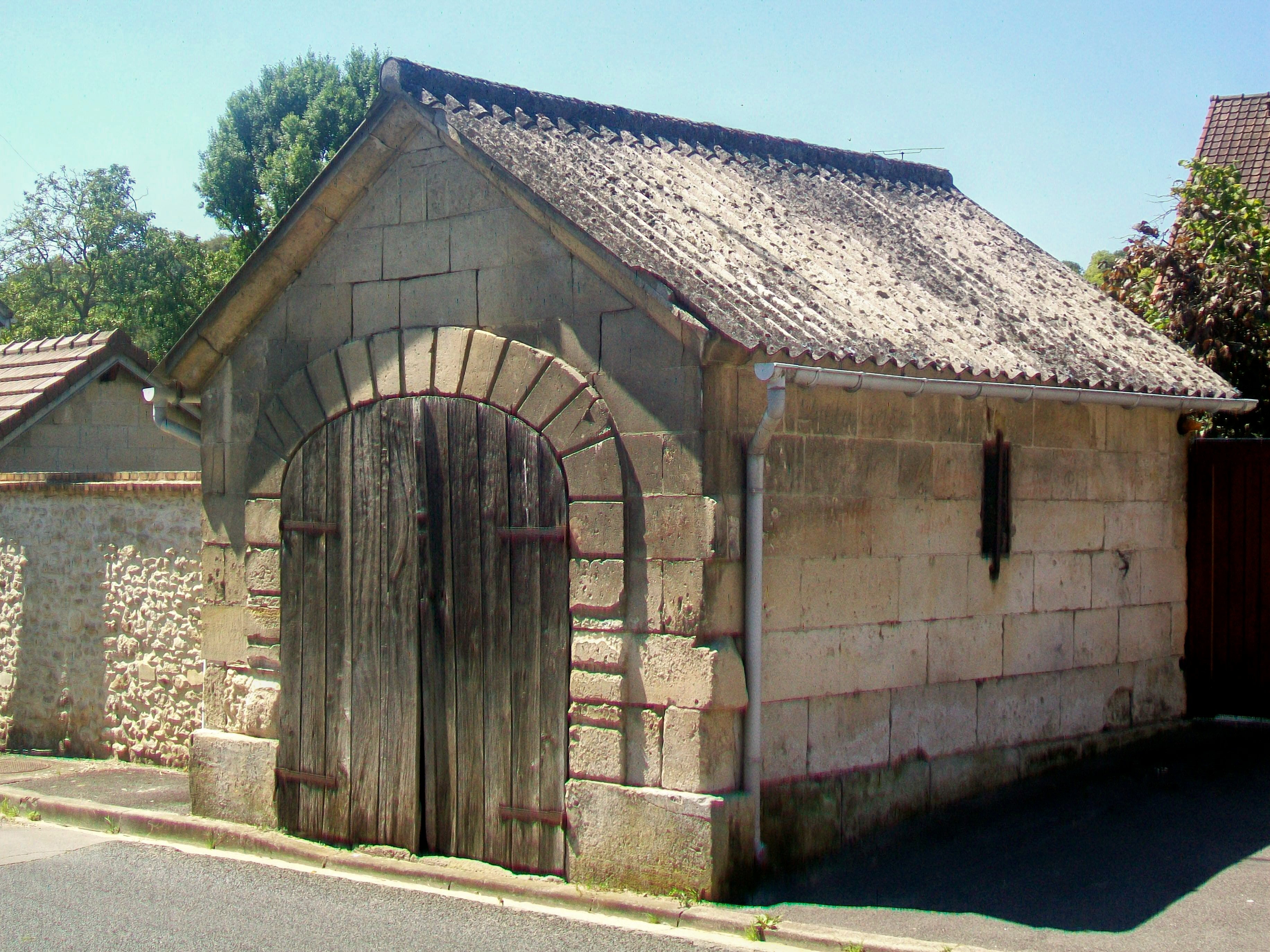
Ancienne remise à incendie
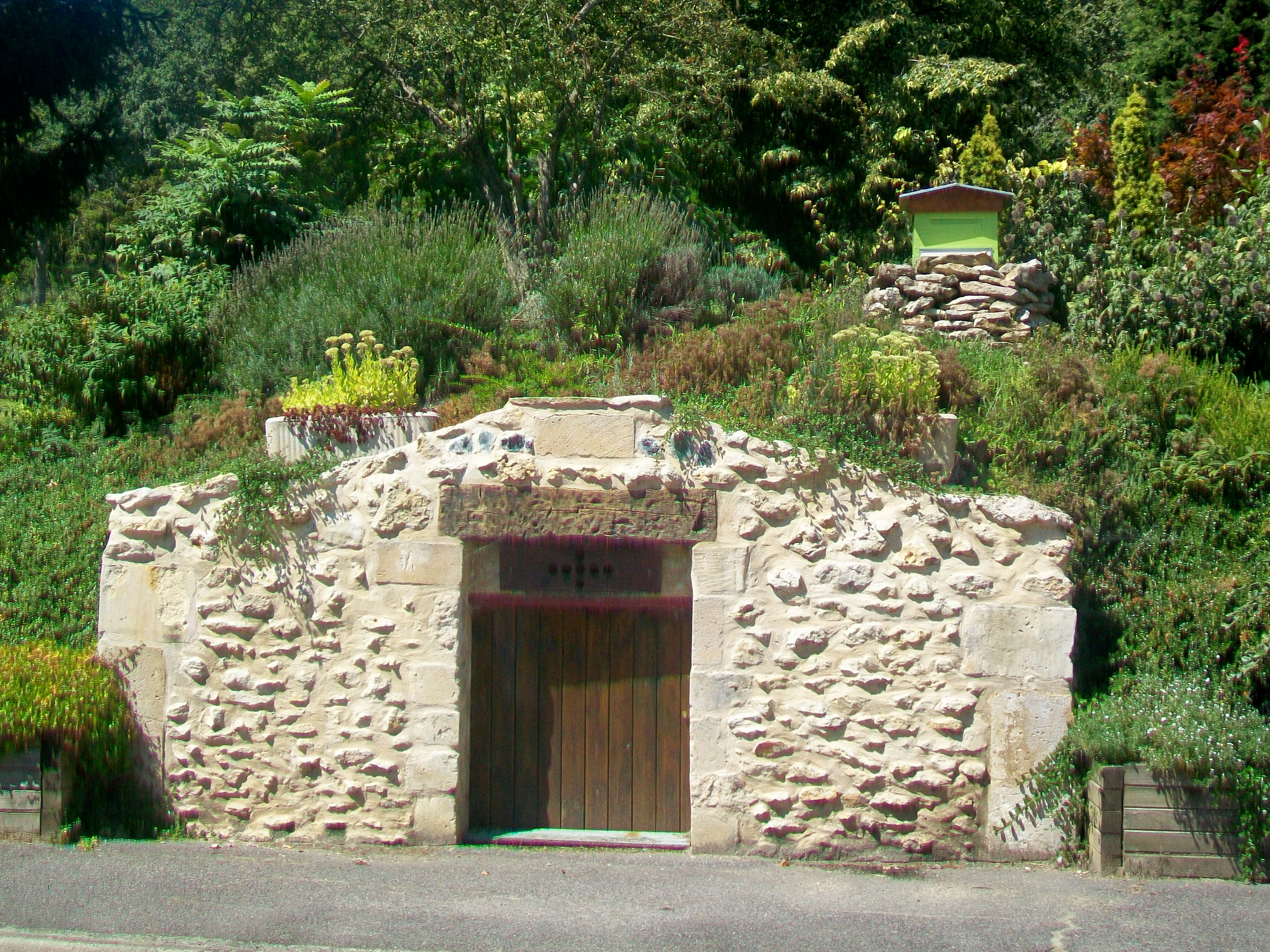
Cave extérieure, rue de Rosoy
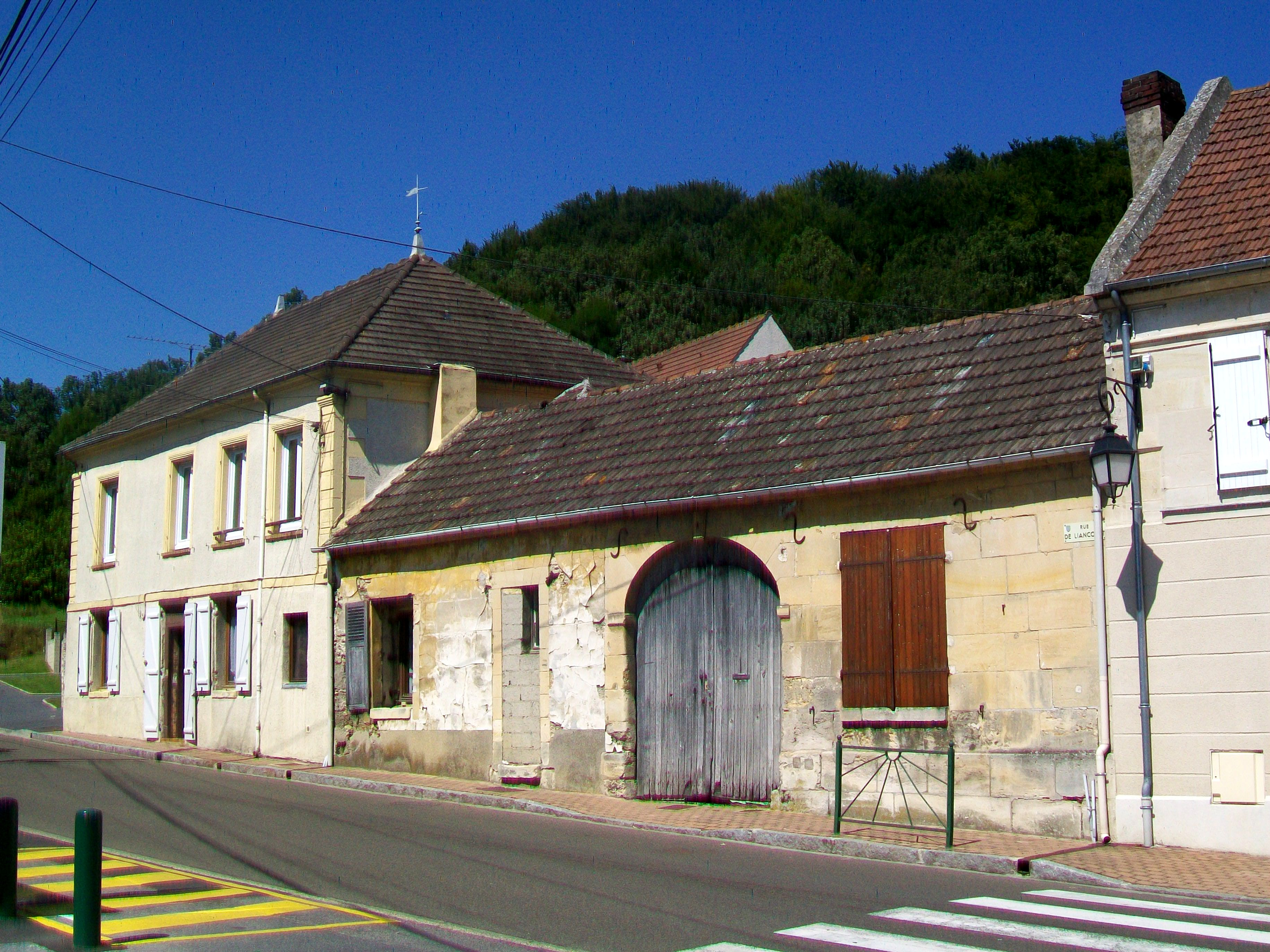
La rue de Liancourt.
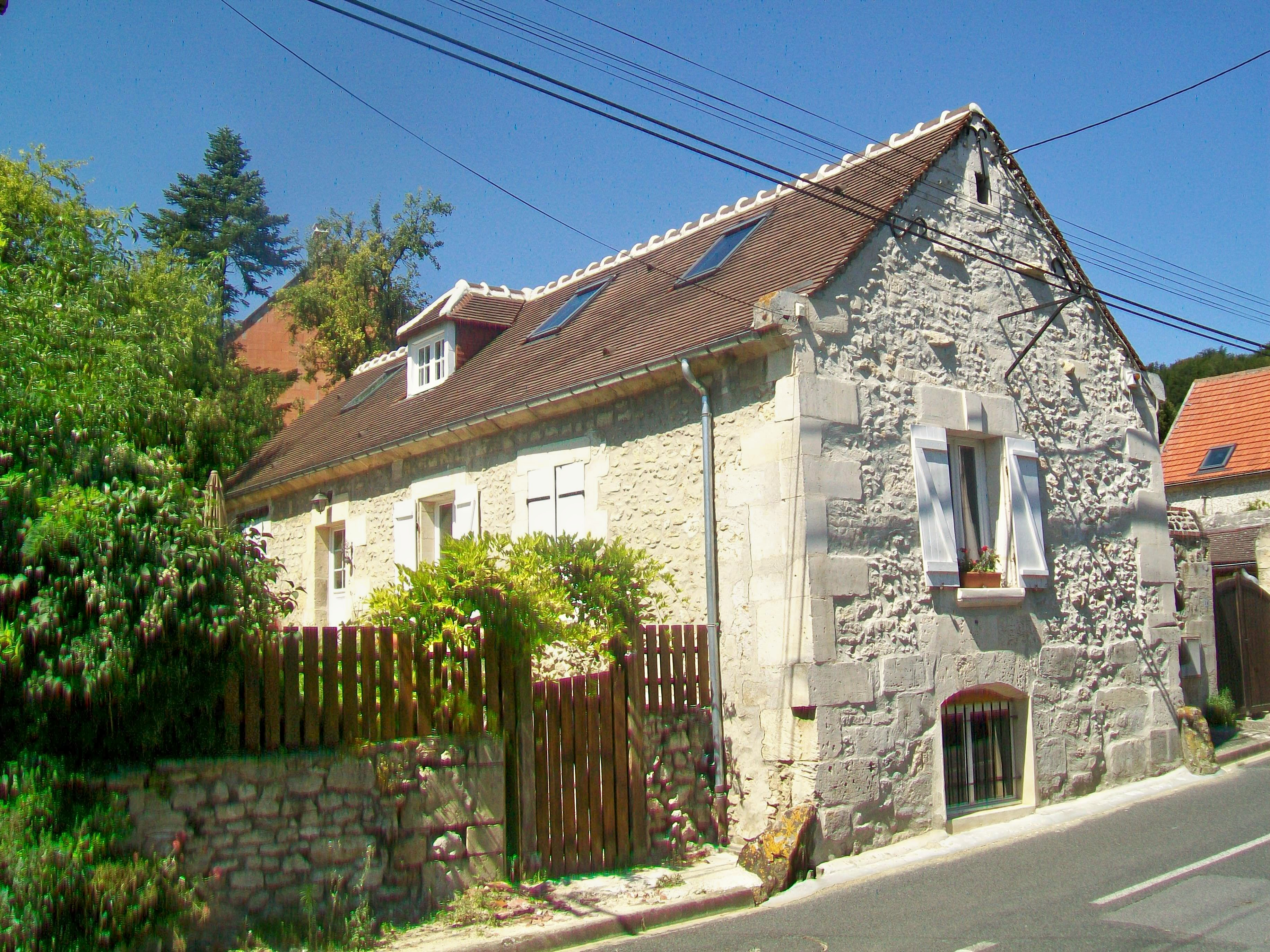
Ancienne maison, rue Wilfried-Pol
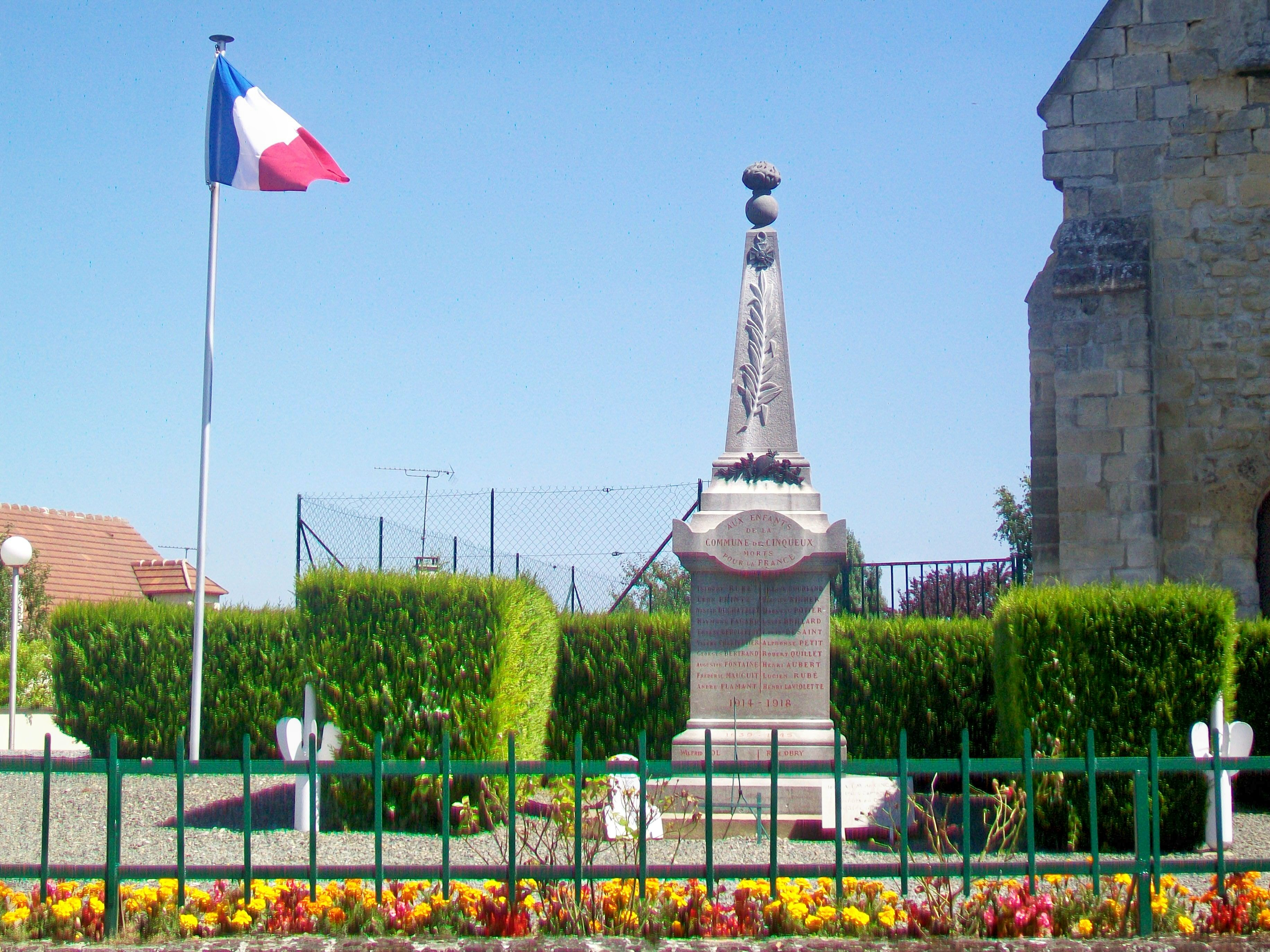
Le monument aux morts

### Personnalités liées à la commune
- Émile Lambert[Note 5], historien et linguiste né à Villers-Saint-Paul en 1890 auteur du Glossaire du patois picard de Cinqueux et décédé à Cinqueux en 1982.
- Charles Ratton (1895-1986), marchand d'art et galeriste passionné par les Arts Primitifs a habité Cinqueux pendant de nombreuses années. Décédé à Villefranche-sur-Mer, son corps repose dans le cimetière communal aux côtés de sa femme, Divonne de Saint-Villemer.
- Raymond Couvègnes, sculpteur, premier grand prix de Rome en 1927, a séjourné à Cinqueux où résidait son père Émile. Décédé en décembre 1985, son corps repose dans le cimetière communal.

### Héraldique
| Blason de Cinqueux | Blason  | 'Écartelé en sautoir au 1 de sinople chargé de cinq monts de sables, qui sont la butte Catiau, la butte des Aigumonts, la montagne de Roc, la montagne de Berthaut et la montagne Moimont, au 2 de gueules au moulin d'or et ailes de sable qui représentent les moulins à vent de Roc, de Berthaut et de Moimont, au 3 de gueules à l'église d'or, couverte de sable qui est l'église Saint Martin, au 4 parti à dextre d'azur au roseau de sable sur ondes d'azur et d'argent, que sont les marais. Parti à senestre d'or aux cerises de gueules et feuilles de sinople que sont les fruits rouges, sur le tout ; Ecartelé au 1 et au 4, d'azur aux trois fleurs de lys d'or. Au 2 et au 3, d'argent aux trois lions de gueules, lampassés de même, qui sont la Picardie. |
| Blason de Cinqueux | Détails | Les armes de Cinqueux sont issues d'un concours lancé par la municipalité de Cinqueux en 2003 et remporté par M. Liennard de Clermont. Le statut officiel du blason reste à déterminer. |